# Bikki Sunazawa
Hisao ("Bikki") Sunazawa (japanska: 砂澤ビッキ), född 6 mars 1931, död 25 januari 1989, var en japansk målare och träskulptör.
Bikki Sunazawa var son till Koa-kanno och Peramonkoro Sunazawa, som var kända aktivister för att främja ainufolkets sak. Hans mor var också en erkänd textilkonstnär. Som tonåring arbetade Bikki med sin familj och andra med att etablera en ny ainu-bosättning. Efter arbetstid ritade han boskap och hästar. Han lämnade Hokkaido och flyttade till Tokyo vid 21 års ålder och inlemmades, självlärd som konstnär, i den japanska 1950- och 1960-talskonstvärldens avant-garde.
Han blev senare erkänd som en av Japans främsta skulptörer. Han arbetade som skulptör framför allt i trä, bland annat ek, som i ainufolklore är ett trä med andliga förmågor. På 1970-talet återvände han till Hokkaido, där han var engagerad i ainufolkets kamp för minoritetsfolksrättigheter. Under tidigt 1900-tal motarbetade japanerna all traditionell ainukonst. Bikki Sunazawa ägnade större delen av sitt liv åt att försvara och främja ainus kultur. 
Han var en av initiativtagarna till att upprätta förbindelser mellan ainu och nordamerikanska indianfolk och bodde under någon tid 1983 i British Columbia i Kanada. Där arbetade han i haida-skulptören Bill Reids ateljé på Granville Island. Han besökte också bosättningar Tsimshian Gitksan-bosättningar vid Upper Skeena River, med totempålar, inklusive gamla från sent 1800-tal och tidigt 1900-tal. 
Bikki Sunazawa är också känd för att 1971 ha skapat ainuflaggan.
Han är far till tonkarimusikern Oki.
Bikki Sunazawas ateljé "Sun More" i byn Otoineppu, vid floden Teshio på norra Hokkaido, visas för allmänheten.